# NPSH

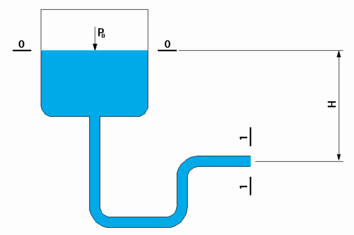
Circuito hidráulico

NPSH é um acrônimo para o termo em língua inglesa Net Positive Suction Head, cuja tradução literal para o português (aproximadamente "balanço no topo de sucção positiva" ou "altura livre positiva de sucção" ) não expressa de maneira clara e tecnicamente o que significa na prática, em engenharia, mas adota-se como tradução carga líquida positiva de sucção ou apenas carga positiva de sucção. É a energia (carga) medida em pressão absoluta disponível na entrada de sucção de uma bomba hidráulica. Em qualquer seção transversal de um circuito hidráulico genérico, o parâmetro NPSH mostra a diferença entre a pressão atual de um líquido em uma tubulação e a pressão de vapor do líquido a uma dada temperatura.
Considerando o circuito mostrado na figura, calcula-se a NPSH como:
{\displaystyle NPSH={\frac {p_{0}-p_{v}}{\rho g}}+\Delta z-h_{L}}
onde {\displaystyle h_{L}} é a perda de carga entre 0 e 1, {\displaystyle p_{0}} é a pressão na superfície da água, {\displaystyle p_{v}} é a pressão de vapor (pressão de saturação) para o fluido a temperatura {\displaystyle T_{1}}, {\displaystyle \Delta z} é a diferença na altura {\displaystyle z_{1}-z_{0}} (mostrado como H no diagrama) da superfície da água na localização 1, {\displaystyle \rho } é a densidade do fluido, assumida constante, e {\displaystyle g} é a aceleração gravitacional.

## Importância
NPSH é um importante parâmetro a ser levado em conta quando desenhando-se um circuito hidráulico. Quando a pressão do líquido cai abaixo da pressão de vapor ocorre a vaporização do líquido, e o efeito final será a cavitação: bolhas de vapor podem reduzir ou parar o fluxo de líquido.
Bombas centrífugas são particularmente vulneráveis, enquanto bombas de deslocamento positivo são menos afetadas por cavitação, como são mais hábeis a bombear fluxos de duas fases (a mistura de gás e líquido), entretanto, a taxa fluxo resultante da bomba irá ser diminuída por causa do gás deslocando volumetricamente uma desproporção de líquido.

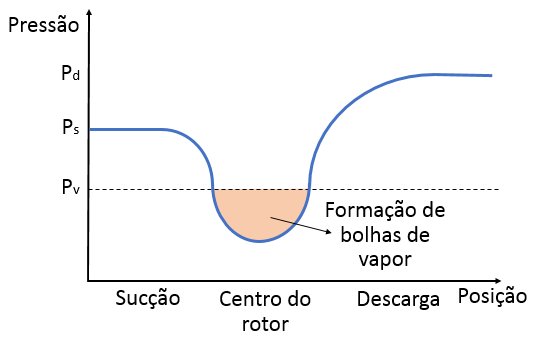
Imagem ilustrando a formação de bolhas de cavitação

A causa da vulnerabilidade em bombas centrífugas pode ser explicada da seguinte forma: para atingir a pressão de descarga {\displaystyle p_{d}}, a bomba requer um fluxo contínuo de fluido. Acontece que a força centrífuga do próprio rotor causa uma queda de pressão no seu centro, por onde o fluido adentra à bomba. Isso faz com que o fluido, inicialmente a uma pressão de sucção {\displaystyle p_{s}}, adentre uma região de baixa pressão antes de ser levado à pressão {\displaystyle p_{d}}. Esse fenômeno está exemplificado no gráfico ao lado. Caso essa queda de pressão seja tal que em algum instante o fluido possua pressão menor que a sua pressão de vapor {\displaystyle p_{v}}, ele irá formar bolhas de vapor que irão se chocar com as paredes do rotor (também por ação da força centrífuga).
O colapso violento das bolhas de cavitação cria então uma onda de choque que pode literalmente escavar material dos componentes internos da bomba (geralmente a borda do propulsor) e criar ruído que é mais frequentemente descrito como "bombear cascalho". Após algum tempo, os danos ao rotor irão reduzir o {\displaystyle p_{d}} que a bomba fornece. Adicionalmente, o inevitável aumento na vibração pode causar outras falhas mecânicas na bomba e equipamentos associados.

## NPSHA e NPSHR
Na operação de uma bomba, dois aspectos deste parâmetro são chamados respectivamente NPSHA ou NPSH(a), Net Positive Suction Head (available), NPSH disponível (ou NPSHdisp) e NPSHR ou NPSH(r) ou NPSH-3, Net Positive Suction Head (required), NPSH requerido ou NPSHreq.
NPSH(a) é a pressão de sucção apresentada na entrada da bomba, é a energia (pressão absoluta) que o sistema: pressão sobre o fluido, altura da coluna de água acima ou abaixo do eixo de sucção da bomba, perda de carga na tubulação de sucção; disponibiliza ou chega na entrada de sucção da bomba.  A energia pressão absoluta resultante é chamada de NPSH disponível e é expressa normalmente em metros de coluna de água (mca).
NPSH(r) é o limite de pressão de sucção no qual o desempenho em perda de carga total da bomba é reduzido em 3%, devido a cavitação. A cavitação ocorre em níveis de pressão de sucção abaixo do nível NPSH-3 e os danos da bomba pode ocorrer a partir de cavitação, embora a bomba possa continuar a apresentar o desempenho hidráulico esperado. É a energia em pressão absoluta que a bomba requer na sua entrada de sucção para evitar que o fenômeno da cavitação ocorra e depende das caracteristicas construtivas da bomba, da sua rotação e da vazão. Ele é informado pelo fabricante da bomba.
Quando o NPSHdisp>NPSHreq, provavelmente não ocorrerá o fenômeno da cavitação. A imagem citada a seguir, apresenta de forma gráfica e fórmulas práticas para auxiliar na compreensão e cálculo do NPSHdisp. 

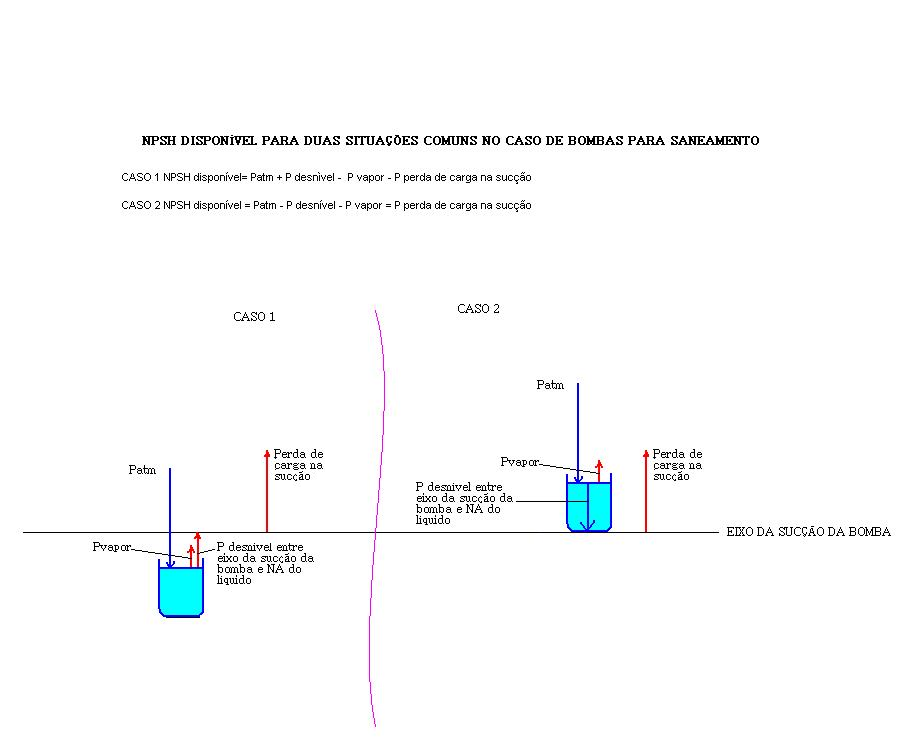

## Uma maneira um pouco mais simples e informal de compreender-se NPSH
Um fluido pode ser empurrado muito vigorosamente de maneira a percorrer um tubo. O único limite é a capacidade do tubo para lidar com a pressão. No entanto, um líquido não pode ser puxado com vigor, porque bolhas são criadas com a volatilização do líquido a um gás. Quanto menor a pressão criada, maior a formação de bolhas, reduzindo o fluxo de líquido na bomba e consequentemente seu rendimento volumétrico. Ao invés de pensar-se em termos de capacidade da bomba para puxar o líquido, o fluxo é limitado pela capacidade da gravidade e da pressão de ar para empurrar o líquido para a bomba. A atmosfera empurra para baixo sobre o fluido, mas, se a bomba está abaixo do tanque, a gravidade ajuda também. Até o líquido ficar na bomba, estas são as duas únicas forças fornecendo o empurrão. As perdas por fricção e pressão de vapor também devem ser consideradas. As perdas por fricção limitam a capacidade da gravidade e da pressão de ar para empurrar a água para a bomba em alta velocidade. Pressão de vapor refere-se ao ponto em que há a formação de bolhas no líquido. NPSH é uma medida de quanto deve-se empurrá-lo antes de ter a formação de bolhas. Além disso, como a pressão atmosférica equivale a apenas 10 m.c.a. (metros de coluna d'água, ou seja, a pressão atmosférica que força a água entrar no duto se sucção, equivale a uma altura de 10m, aproximadamente, de água) uma duto se sucção jamais poderá ter uma altura maior do que 10m, pois mesmo se criando um vácuo absoluto no duto se sucção a pressão atmosférica não conseguirá empurrar a água para cima para além desses 10m. A função do rotor da bomba, além de empurrar a água para cima duto de recalque, tem a função de criar um vácuo no duto de sucçao coma finaliddade de que a água suba por ele.
NPSH é muito mal compreendido, e é um conceito bastante difícil de entender. Depois que NPSH é totalmente compreendido, o dimensionamento e controle de bombas e máquinas de bombeamento é uma tarefa muito mais simples. 
NPSH é força na aspiração de líquidos na entrada da bomba. Em outras palavras, a força de um líquido naturalmente "empurrado" em uma bomba pela pressão pela gravidade mais uma pressão no topo da bomba unicamente - em uma única entrada da bomba. 
Isto significa;
NPSH = o balanço (excedente) de pressão positiva sucção na entrada de uma bomba após a perda de atrito ter ocorrido. A altura de topo do líquido ou a pressão do topo do líquido + a pressão atmosférica local, menos a perda por fricção, deixa uma pressão de força no topo na bomba.
Se queremos bombear uma certa quantidade de líquido, temos de assegurar que este líquido possa chegar à linha central do ponto de sucção da bomba com uma pressão mínima requerida pela bomba. NPSH representa o topo (topo de pressão e gravidade) de líquido na linha de sucção da bomba que irá vencer o atrito ao longo da linha de sucção.
NPSHR é a quantidade de pressão de líquido necessária para a entrada de uma bomba pré-concebida e fabricada. Isso é conhecido como NPSHR (Net Positive Suction Head requerida). O fabricante da bomba irá geral e claramente ter uma curva NPSH para o ajudar na instalação correta.
NPSHA é o montante (A = disponível) para a entrada da bomba, após as perdas por atrito na tubulação e pressões no topo terem sido tomadas em conta.
A razão para esta exigência?
Quando a bomba está recebendo líquido na entrada e os rotores estão empurrando o líquido no caudal, eles estão efetivamente tentando esvaziar os outros, porque para além da bomba está mudando o movimento do líquido por um aumento de pressão nas pás do rotor, (instalações de bombas gerais). NPSHR insuficiente fará com que uma pressão baixa ou quase vácuo  (NPSHA negativa) existir na entrada da bomba. Isto fará com que o líquido ferva e cause cavitação, e a bomba não vai receber o líquido rápido o suficiente, pois será a tentativa de bombear vapores. A cavitação na bomba irá reduzir o desempenho e danificar componentes internos da bomba.

## Fatores de dimensionamento
Normalmente, o NPSH requerido é fornecido pelo fabricante da bomba. Uma vez que este valor é fixado, para evitar a cavitação, existem algumas maneiras de ampliar o NPSH disponível.
Uma medida muito eficaz para aumentar o NPSH disponível é a utilização de bombas afogadas (também chamadas bombas de sucção negativa). Consiste em posicionar a bomba abaixo do nível do reservatório principal, de modo que todo o peso do fluido no reservatório contribui para a pressão de sucção.
Outra opção seria utilizar a bomba em um ponto do fluxo onde a temperatura do fluido seja menor. Deste modo, a pressão de vaporização {\displaystyle p_{v}}seria reduzida, provocando um ganho de NPSH.
Em baixas temperaturas o líquido pode "manter-se junto" (permanecer líquido) relativamente fácil, portanto, uma menor exigência de NPSH. No entanto em temperaturas mais altas, a menor pressão de vapor inicia o processo de ebulição muito antes, portanto, uma exigência alta de NPSH.
Água irá ebulir a temperaturas mais baixas sob baixas pressões. Por outro lado o ponto de ebulição é aumentado em altas pressões.
Água ebule a 100 graus Celsius ao nível do mar e uma pressão atmosférica de 1 bar.
Pressão de vapor é a pressão de um gás em equlíbrio com sua fase líquida a uma dada temperatura. Se a pressão de vapor a uma dada temperatura é maior do que a pressão da atmosfera sobre o líquido, o líquido entra em ebulição. (É por isso que a água ferve a uma temperatura mais baixa no alto das montanhas).
Na pressão atmosférica normal menos 5 psi (ou -0.35 Bar) a água irá ferver a 89 graus Celsius.
Na pressão atmosférica normal menos 10 psi (ou -0.7 bar) a água irá ferver a 69 graus Celsius.
A uma pressão positiva de +12 psi ou +0.82 bar acima da atmosférica, a água ferve a 118 graus Celsius.
A temperatura do líquido afeta grandemente a NPSH e deve ser tida em conta quando instalações caras estão sendo projetadas.
Uma bomba projetada com uma NPSHR adequada para água fria pode começar a cavitar quando bombeando de água quente. 